# Ян Анджей Морштин
Ян Анджей Морштин (пол. Jan Andrzej Morsztyn, 24 червня 1621 — 8 січня 1693) — польський державний діяч, поет та перекладач часів Речі Посполитої.

## Життєпис
Походив зі шляхетського роду Морштинів гербу Леліва. Батьки Яна Анджея були впливовими кальвіністами. Навчався спочатку у Ледйенському університеті (Голландія), згодом Франції та Італії. Після повернення завдяки дружнім стосункам з родом Любомирських отримав протекцію при королівському дворі. 1647 року став стольником сандомирським. 1649 року увійшов до почту польного коронного гетьмана Єжи Себастьяна Любомирського, 1653-го року опинився при дворі короля Яна II Казимира.
1656 року отримує тут посаду секретаря та старости завихостського. 1658 року призначається коронним секретарем. Того ж року отримує посаду старости тимбаркського та ковальського. 1659 року одружився з донькою полковника корони Генріха Гордона — Катериною, яка була придворною дамою королеви Марії Луїзи Гонзага.
1660 року Яна Анджея призначаються старостою малогощським, 1661 році — варцьким. Тоді ж перейшов з кальвінізму до католицизму. У 1667–1669 роках був старостою тухольським. 1668 року стає великим підскарбієм коронним. На цій посаді виконував декілька важливих дипломатичних завдань. Після зречення короля Яна II Казимира підтримував кандидатуру Людовика II Бурбон-Конде. 1669 року від Краківського воєводства брав участь у виборах короля Міхала I Вишневецького.
1673 року вдруге призначається старостою тухольським. На цій посаді перебував до 1681-го. 1674 року від Сандомирського воєводства брав участь в обранні короля Яна III Собеського. У 1683 році проти Морштина почалося слідство щодо використання королівської скарбниці у власних інтересах. Не чекаючи суду він втік до Франції, де перейшов до французького підданства й став секретарем короля Людовика XIV. Помер 1693 року у Парижі.

## Творчість
Захопленність поезією припадає на період з 1637 по 1661 років. Ще в роки навчання за кордоном Ян Анджей Морштин перейнявся ідеалами романської культури і нових естетичних течій, які пізніше в його творчості органічно перепліталися з суто національним колоритом образів і ситуацій, типом гумору, чином думок. Його лірика — вище досягнення польського маринізму — збереглася у 2 рукописних збірках: «Спека, або песья зірка» (1647 рік) і «Лютня» (1661 рік), які були вперше видані у XIX ст.
Морштин також перекладав твори Горація, Торквато Тассо, Джамбатисти Марино, сучасних італійських і французьких поетів. Йому польське мистецтво зобов'язане першими контактами з французьким класицизмом: у 1662 році при королівському дворі була поставлена трагедія П.Корнеля «Сид», перекладена Морштином.

## Стиль
Його лірика відрізняється незвичайною легкістю форм, вона вільна від перевантаженості образами, узятими з античної міфології, від риторичних нашарувань, таких характерних для попередньої йому поезії. Природна принадність позбавленого будь-якої надуманості оповідання, вишуканість описів, емоційна безпосередність, філігранна витонченість стилю поєднуються у Я. А. Морштина з прозорою гармонійністю композиції. Дотепність, вражаюча за глибиною думки і виразністю лапідарність, тонка гра слів, незвичайне зіставлення метафор, що народжує яскравий образ, віртуозне використання антитези в поєднанні з багатством версифікації і різноманітною ритмікою, що відображає динаміку думок і почуттів ліричного «я», робить лірику Морштина неперевершеним зразком поезії польського бароко.